# Пам'ятки археології Бершадського району
У Бершадському районі Вінницької області під обліком перебуває 36 пам'яток археології.
| №   | Охоронний № | Найменування пам’ятки                                          | пам'яток у комплексі | Адреса                | Дата (епоха)                        | Дата відкриття або виявлення | Автори (дослід.)                                     | Рішення про взяття під охорону |
| --- | ----------- | -------------------------------------------------------------- | -------------------- | --------------------- | ----------------------------------- | ---------------------------- | ---------------------------------------------------- | ------------------------------ |
| 1.  | 189         | Поселення трипільської культури                                |                      | м. Бершадь            | II-IV тис. до н. е.                 | 1962 р.                      | В.Д. Гопак, м. Вінниця                               | № 9618.02.1983 р.              |
| 2.  | 4           | Поселення передскіфського періоду                              |                      | с. Баланівка          | VIII-VII ст. ст. до н.е.            | 1963 р.                      | к. і. н. П. І. Хавлюк                                | № 22822.05.1986 р.             |
| 3.  | 5           | Поселення черняхівської культури                               |                      | с. Баланівка          | II-IV ст. ст. н. е.                 | 1980 р.                      | к. і. н. П. І. Хавлюк                                | № 22822.05.1986 р.             |
| 4.  | 6           | Ранньослов'янське поселення                                    |                      | с. Баланівка          | VI-VII ст. ст. н. е.                | 1959 р.                      | к. і. н. П. І. Хавлюк                                | № 22822.05.1986 р.             |
| 5.  |             | Курган                                                         |                      | с. Баланівка          |                                     | 2009 р.                      | Потупчик М.В.                                        | щойно виявлена                 |
| 6.  |             | Курганна група                                                 | 3                    | с. Берізки Бершадські |                                     | 2009 р.                      | Потупчик М.В.                                        | щойно виявлена                 |
| 7.  | 5           | Курганна група                                                 | 2                    | с. Бирлівка           |                                     | 1958 р.                      | к. і. н. П. І. Хавлюк                                | №22726.06.1987 р.              |
| 8.  | 6           | Курганна група                                                 | 4                    | с. Бирлівка           |                                     | 1959 р.                      | к. і. н. П. І. Хавлюк                                | №22726.06.1987 р.              |
| 9.  | 7           | Курганна група                                                 | 2                    | с. Джулинка           |                                     | 1983 р.                      | к. і. н. П. І. Хавлюк                                | №14816.07.1992 р.              |
| 10. |             | Курганна група                                                 | 3                    | с. Джулинка           |                                     | 2009 р.                      | Потупчик М.В.                                        | щойно виявлена                 |
| 11. |             | Курганна група                                                 | 5                    | с. Джулинка           |                                     | 2009 р.                      | Потупчик М.В.                                        | щойно виявлена                 |
| 12. |             | Курган                                                         |                      | с. Джулинка           |                                     | 2009 р.                      | Потупчик М.В.                                        | щойно виявлена                 |
| 13. |             | Двошарове поселення буго-дністровської та трипільської культур |                      | с. Джулинка           |                                     | 2004 р.                      | к. і. н. Гаскевич Д. Л.                              | щойно виявлена                 |
| 14. | 92          | Поселення трипільської культури                                |                      | с. Кидрасівка         | IV-III тис. до н. е.                | 1909 р.                      | археолог С. Гамченко                                 | № 31310.06.1971 р.             |
| 15. | 7           | Поселення передскіфського періоду                              |                      | с. Кошаринці          | VIII-VII ст. ст. до н.е.            | 1959 р.                      | к. і. н. П. І.Хавлюк                                 | № 22822.05.1986 р.             |
| 16. | 8           | Поселення передскіфського періоду                              |                      | с. Кошаринці          | VIII-VII ст. ст. до н.е.            | 1984 р.                      | к. і. н. П. І.Хавлюк                                 | № 22822.05.1986 р.             |
| 17. | 9           | Курган                                                         |                      | с. Кошаринці          | VIII-VII ст. ст. до н.е.            | 1984 р.                      | к. і. н. П. І.Хавлюк                                 | № 22822.05.1986 р.             |
| 18. | 10          | Поселення черняхівської культури                               |                      | с. Кошаринці          | II-IV ст. ст. н. е.                 | 1959 р.                      | к. і. н. П. І. Хавлюк                                | № 22822.05.1986 р.             |
| 19. | 11          | Поселення черняхівської культури                               |                      | с. Кошаринці          | II-IV ст. ст. н. е.                 | 1959 р.                      | к. і. н. П. І. Хавлюк                                | № 22822.05.1986 р.             |
| 20. | 190         | Ранньослов'янське поселення                                    |                      | с. Красносілка        | VI-VII ст. ст. н. е.                | 1981 р.                      | к. і. н. П. І. Хавлюк                                | № 9618.02.1983 р.              |
| 21. | 191         | Ранньослов'янське поселення                                    |                      | с. Красносілка        | VI-VII ст. ст. н. е.                | 1981 р.                      | к. і. н. П. І. Хавлюк                                | № 9618.02.1983 р.              |
| 22. | 93          | Поселення трипільської культури                                |                      | с. Лісниче            | IV-III тис. до н. е.                | 1909-1913 р. р.              | археолог С. Гамченко                                 | № 31310.06.1971 р.             |
| 23. | 94          | Поселення трипільської культури                                |                      | с. Мала               | IV-III тис. до н. е.                | 1909-1913 р. р.              | археолог С. Гамченко                                 | № 31310.06.1971 р.             |
| 24. | 8           | Курган                                                         |                      | с. М’якохід           |                                     | 1959 р.                      | к. і. н. П. І. Хавлюк                                | №14816.07.1992 р.              |
| 25. | 9           | Курган                                                         |                      | с. М’якохід           |                                     | 1959 р.                      | к. і. н. П. І. Хавлюк                                | №14816.07.1992 р.              |
| 26. | 10          | Поселення черняхівської культури                               |                      | с. Осіївка            | II-IV ст. ст. н. е.                 | 1976 р.                      | науковий співробітник краєзнавчого музею Б. І. Лобай | №2919.06.1977 р.               |
| 27. | 96          | Поселення трипільської культури                                |                      | с. П’ятківка          | IV-III тис. до н. е.                | 1909-1913 р. р.              | археолог С. Гамченко                                 | № 31310.06.1971 р.             |
| 28. | 10          | Курган                                                         |                      | с. Ставки             |                                     | 1985 р.                      | к. і. н. П. І. Хавлюк                                | №14816.07.1992 р.              |
| 29. | 11          | Курган                                                         |                      | с. Ставки             |                                     | 1984 р.                      | к. і. н. П. І. Хавлюк                                | №14816.07.1992 р.              |
| 30. | 12          | Могильник курганний                                            | 3                    | с. Ставки             |                                     | 1983 р.                      | к. і. н. П. І. Хавлюк                                | №14816.07.1992 р.              |
| 31. | 12          | Поселення черняхівської культури                               |                      | с. Сумівка            | II-IV ст. ст. н. е.                 | 1959 р.                      | к. і. н. П. І. Хавлюк                                | №22822.05.1986 р.              |
| 32. | 13          | Поселення черняхівської культури                               |                      | с. Сумівка            | II-IV ст. ст. н. е.                 | 1969 р.                      | к. і. н. П. І. Хавлюк                                | №22822.05.1986 р.              |
| 33. | 13          | Курган                                                         |                      | с. Тернівка           |                                     | 1983 р.                      | к. і. н. П. І. Хавлюк                                | №14816.07.1992 р.              |
| 34. | 14          | Поселення черняхівської культури                               |                      | с. Чапаєвка           | II-IV ст. ст. н. е.                 | 1984 р.                      | к. і. н. П. І. Хавлюк                                | №22822.05.1986 р.              |
| 35. | 14          | Кургани                                                        | 2                    | с. Чернятка           |                                     | 1959 р.                      | к. і. н. П. І. Хавлюк                                | №14816.07.1992 р.              |
| 36. | 10099       | Поселення черняхівської культури, могильник епохи бронзи       | 2                    | с. Яланець            | II-IV ст. ст. н. е., Х ст. до н. е. | 1907 р., 1962 р.             | археолог Т. Зборовський, М. І. Арташков              | № 31310.06.1971 р.             |
|     |             |                                                                |                      |                       |                                     |                              |                                                      |                                |

## Джерело
- Пам'ятки Вінницької області